# Pandora (muški glazbeni sastav, Split)
Pandora je hrvatski hard rock/heavy metal sastav iz Splita.

## Povijest
Sastav su osnovali Dean Clea i Goran Radan, u Splitu 1994. godine. U periodu od 1994. do 2001. godine, sastav je snimio samo jedan album "Moje iluzije" 1999. godine, ali zato bezbroj demo i EP albuma. Godine 2002. sastav je stao s radom, nakon što se Dean Clea pridružio sastavu Osmi putnik. Iako su objavili samo jedan album, postigli su veliku popularnost, pogotovo na području Dalmacije te danas imaju kultni status.

## Članovi
Konačna postava
- Dean Clea — vokali, klavijature, gitara
- Goran "Gogo" Radan — gitara, klavijature
- Danijel "Stoja" Stojan — bubnjevi
- Davor "Dado" Đirlić — gitara
- Jaksa "Jale" Bikić — bas-gitara

Bivši članovi
- Dean Jerinić — bas-gitara
- Dean Turilo — bas-gitara
- Frane Paić — bas-gitara
- Dalibor Aljinović — bas-gitara, vokali
- Alen Ðurašinović — bubnjevi
- Vjeran Birimiša — bubnjevi, vokali
- Danijel Stojan	— bubnjevi, vokali
- Dražen Jelavić	— klavijature, saksofon
- Vinko "Kvartet" Gorgonzola — klavijature

## Diskografija
Studijski albumi
- Moje iluzije (2000.)

EP-ovi
- Moje iluzije (1996.)
- Naša sudba je grijeh (1997.)
- Puti ljubavi (1997.)
- Naš ludi rock'n'roll (1998.)

Demo albumi
- Ptica noći (1994.)
- Samo nebo zna (1997.)
- Ne sanjam (1998.)
- Moje iluzije (1999.)